# Comuna Velîkîi Sknît, Slavuta
Velîkîi Sknît (în ucraineană Великий Скнит) este o comună în raionul Slavuta, regiunea Hmelnîțkîi, Ucraina, formată din satele Naraiivka, Rivkî și Velîkîi Sknît (reședința).

## Demografie
Componența lingvistică a comunei Velîkîi Sknît
     Ucraineană (99,61%)
     Alte limbi (0,39%)
Conform recensământului din 2001, majoritatea populației comunei Velîkîi Sknît era vorbitoare de ucraineană (99,61%), existând în minoritate și vorbitori de alte limbi.